# 锤子和镰刀 (游戏)
《锤子和镰刀》是俄罗斯公司Novik&Co和Nival Interactive共同开发的Windows战略角色扮演游戏，由CDV于2005年在全球发行。T-Time Technolog于2006年在台湾以「諜報菁英」名义发行中文版。游戏和公司之前作品《寂静风暴》使用相同世界观和游戏引擎。

## 设定与玩法
游戏设定于德国刚分为被苏联和西方分占之时，冷战刚开始，原子弹仍然为美国独有之时。玩家扮演二战后1949年，潜入美英占德国的一名苏联别动队员。
游戏采用开放性情节，玩家的行动会影响游戏过程。游戏有时间设定，随着时间流逝场景也会变化，这也会影响情节。
玩家可以为角色分配点数学习能力，也可以更换角色着装，作为在城镇行动的伪装。游戏有种类繁多的武器，可以从死亡敌人手中获得，也可花钱买卖。
如同《寂静风暴》，几乎所有的东西都能被强大的火力毁坏，《锤子和镰刀》也使用了参照冲击精确速度的布娃娃系统。全3D绘图支持障碍运算，并涵盖全部角度的效果，子弹飞溅和制动力取决于武器。目标为营造影院效果做了相当的夸大。

## 评价
媒体评论普遍从中等到消极，成品打磨程度和高难度受到普遍批评。战术专门评论称赞游戏的非线性和难度。